# Eric Gálvez
Pour les articles homonymes, voir Gálvez.
Eric Gálvez, né le 4 octobre 1983 à Puebla, est un joueur professionnel de squash représentant le Mexique. Il atteint en février 2007 la 33e place mondiale sur le circuit international, son meilleur classement. En décembre 2013, il devient le premier joueur mexicain à remporter 10 titres PSA.

## Palmarès

### Finales
- Torneo Internacional PSA Sporta : 3 finales (2009, 2010, 2011)